# K-9: P.I.
K9 P.I. is een actiekomedie uit 2002. De regisseur was Richard J. Lewis. De film is een vervolg op de film uit K-9 uit 1989 en K-911 uit 1999. 

## Verhaal
Net voordat Dooley op het punt om met pensioen te gaan raakt hij in een gewapende overval betrokken. Hij wordt opgespoort door de FBI en wordt gezien als verdachte. Op het politiebureau wordt hem verteld dat hij al met pensioen is, dit tot verbazing van van Dooley. Dooley en zijn herdershond Jerry Lee doen er alles aan om de ware daders te vinden, dit kost ze nog veel moeite. 

## Rolverdeling
- James Belushi	... 	Mike Dooley
- Gary Basaraba	... 	Pete Timmons
- Kim Huffman	... 	Laura Fields
- Jody Racicot	... 	Maurice
- Christopher Shyer  ... 	Charles Thyer
- Barbara Tyson	... 	Catherine
- Blu Mankuma	... 	Captain Thomas
- Duncan Fraser	... 	Frankie the Fence
- Jason Schombing	... 	Carlos Cuesta
- Kevin Durand	... 	Agent Verner
- Matthew Bennett	... 	Agent Henry
- Jay Brazeau	... 	Dr. Tilley
- Sarah Carter	... 	Babe
- Terry Chen	        ... 	Sato
- Dean Choe	        ... 	Thief
- Michael Eklund	... 	Billy Cochran
- G. Michael Gray	... 	Junkie
- Ellie Harvie	... 	Jackie Von Jarvis
- Dee Jay Jackson	... 	Auto Pool Guy
- David Lewis	... 	Jack Von Jarvis
- Angela Moore	... 	Angie
- Natassia Malthe	... 	Dirty Dancer (as Lina Teal)
- King	                ... 	Jerry Lee